# Tenuirostritermes cinereus
Tenuirostritermes cinereus är en termitart som först beskrevs av Buckley 1862.  Tenuirostritermes cinereus ingår i släktet Tenuirostritermes och familjen Termitidae. Inga underarter finns listade i Catalogue of Life.